# Manaure (kommun i La Guajira, lat 11,58, long -72,57)
Manaure är en kommun i Colombia.   Den ligger i departementet La Guajira, i den norra delen av landet, 800 km norr om huvudstaden Bogotá. Antalet invånare är 67 584.